# Goeldia patellaris
Espèce
Synonymes
- Amaurobius patellaris Simon, 1893
- Amaurobius arnozoi Mello-Leitão, 1924

Goeldia patellaris est une espèce d'araignées aranéomorphes de la famille des Titanoecidae.

## Distribution
Cette espèce se rencontre au Venezuela et au Brésil.

## Description
Le mâle syntype mesure 4,2 mm et la femelle syntype 7 mm.

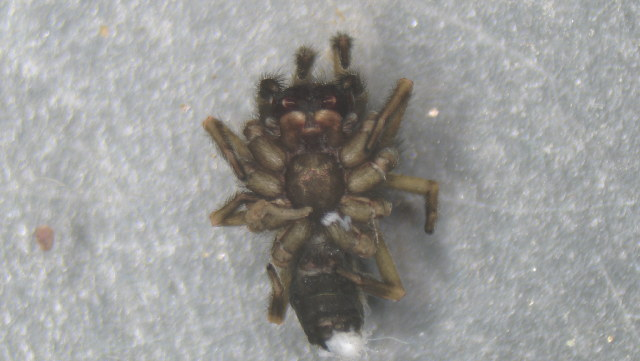
Goeldia patellaris

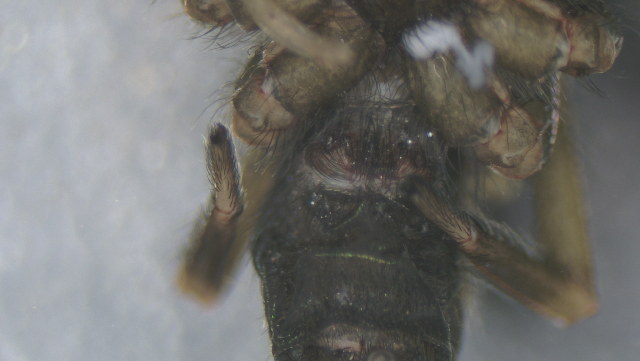
Goeldia patellaris

Le mâle décrit par Almeida-Silva et Brescovit en 2024 mesure 3,80 mm et la femelle 4,35 mm, les mâles mesurent de 3,63 à 4,28 mm et les femelles de 3,8 à 5,8 mm.

## Systématique et taxinomie
Cette espèce a été décrite sous le protonyme Amaurobius patellaris par Simon en 1893. Elle est placée dans le genre Goeldia par Lehtinen en 1967.
Amaurobius arnozoi a été placée en synonymie par Almeida-Silva et Brescovit en 2024.

## Publication originale
- Simon, 1893 : « Arachnides. Voyage de M. E. Simon au Venezuela (décembre 1887 - avril 1888). 21e Mémoire. » Annales de la Société Entomologique de France, vol. 61, p. 423-462 (texte intégral).